# Sadi z Szirazu

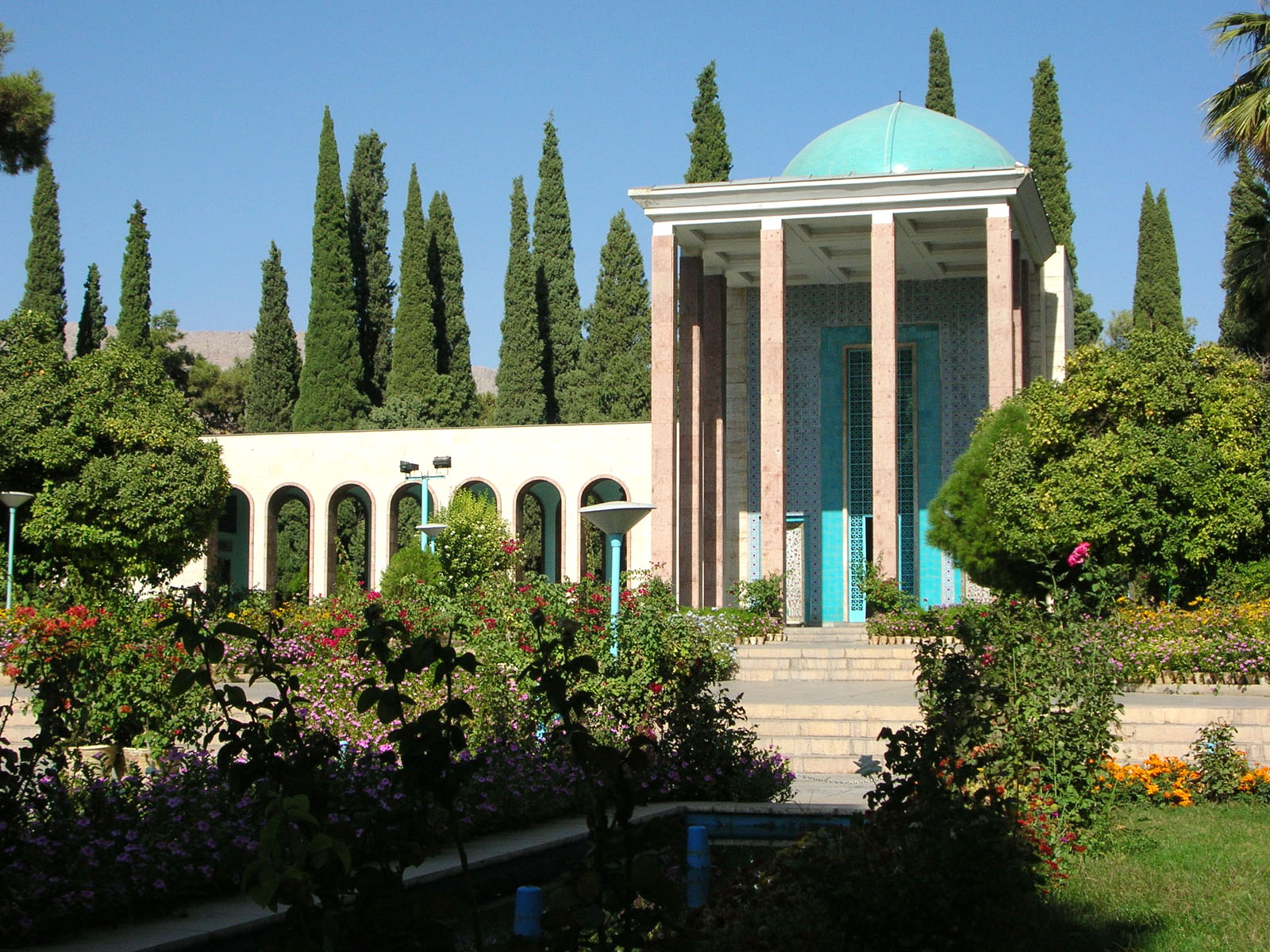
Mauzoleum Saadiego w Szirazie

Sadi (znany też jako Sadi z Szirazu) – poeta perski żyjący prawdopodobnie w latach 1213–1295.
Liczne, przeważnie dydaktyczne utwory pisał wierszem i prozą, zarówno po persku jak i arabsku, w przystępnej formie. Pod pogodnym poglądem na świat często w jego twórczości ukrywa się mistycyzm.
Jego dwa najważniejsze dzieła to poematy dydaktyczne Bustan (1256-57, Ogród Drzew) i Gulistan (1258, Ogród Różany); Gulistan na język polski przełożyli: S. Otwinowski (w latach 1610–1625, ale tłumaczenie to wydano dopiero w 1879 r.) oraz W. Kazimirski w 1876 r. Sadi zasłynął także jako autor zbiorów poezji lirycznej (dywan), zawierających gazele oraz kasydy – utwory panegiryczno-liryczne.
Przez część życia Sadi podróżował jako derwisz po Bliskim Wschodzie.
Zwiedził niemal cały Wschód muzułmański wraz z Indiami i Marokiem, resztę życia spędził w Szirazie.